# The Rapture (album)
Pour les articles homonymes, voir Rapture.
Albums de Siouxsie and the Banshees
Superstition
(1991) The Best of Siouxsie and the Banshees
(2002)
The Rapture est le dernier album studio de Siouxsie and the Banshees. Coproduit en partie avec John Cale, il est sorti en 1995 et a été remasterisé en 2014 avec des bonus inédits. 
La chanson titre dure presque 12 minutes : elle est structurée en trois mouvements distincts comme une symphonie. Martin McCarrick a pour cela composé des arrangements de cordes, proches de l'univers de Gustav Mahler. Le disque se termine avec l'un des morceaux les plus violents que le groupe ait jamais enregistré (Love Out Me).
La formation qui a enregistré cet album est constituée de Siouxsie au chant, Steven Severin à la basse, Budgie à la batterie, Martin McCarrick aux claviers et violoncelle et Jon Klein à la guitare. Ces deux derniers musiciens ont rejoint le groupe en 1987.

## Liste des titres
1. O Baby
2. Tearing Apart
3. Stargazer
4. Fall from Grace
5. Not Forgotten
6. Sick Child
7. Lonely One
8. Falling Down
9. Forever
10. The Rapture
11. Double Life
12. Love Out Me

Édition remasterisée de 2014, liste des bonus inédits
1. O baby (Manhattan mix)
2. FGM (titre inédit)
3. New Skin (version complète)